# Leikanger
Leikanger ( ? i  escolteu-ne la pronunciació en noruec) és un antic municipi situat al comtat de Sogn og Fjordane, Noruega, que es troba a la costa nord del Sognefjorden al districte tradicional de Sogn. Té 2.298 habitants (2016) i la seva superfície és de 180,11 km². El centre administratiu del municipi és la població de Hermansverk, que és també el centre administratiu del comtat de Sogn og Fjordane.
L'àrea urbana Leikanger/Hermansverk té 2.035 habitants (2012), que representa al voltant del 90% de la població del municipi. Aquesta àrea urbana sovint s'anomena Systrond, de manera que una persona de Leikanger és sovint anomenat systrending.

## Informació general
Leikanger va ser establerta com a municipi l'1 de gener de 1838. El municipi d'origen era idèntic a l'antiga parròquia de Leikanger (prestegjeld) amb les sis sub-parròquies (sokn) de Leikanger: Fresvik, Ret, Vangsnes, Tjugum, i Mundal. El 1849, les sub-parròquies de Vangsnes, Tjugum, i Mundal es van transferir a la parròquia recentment creada de Balestrand. La nova parròquia es va separar del municipi de Leikanger el 1850 per formar el nou municipi de Balestrand. Aquesta divisió va deixar Leikanger amb 2.368 habitants. Leikanger és la llar de nombroses celebritats dins de la política i les arts. Inger Lene Nyttingnes, antiga reina de la bellesa activista convertida ara també en arxivera, va créixer a Leikanger.

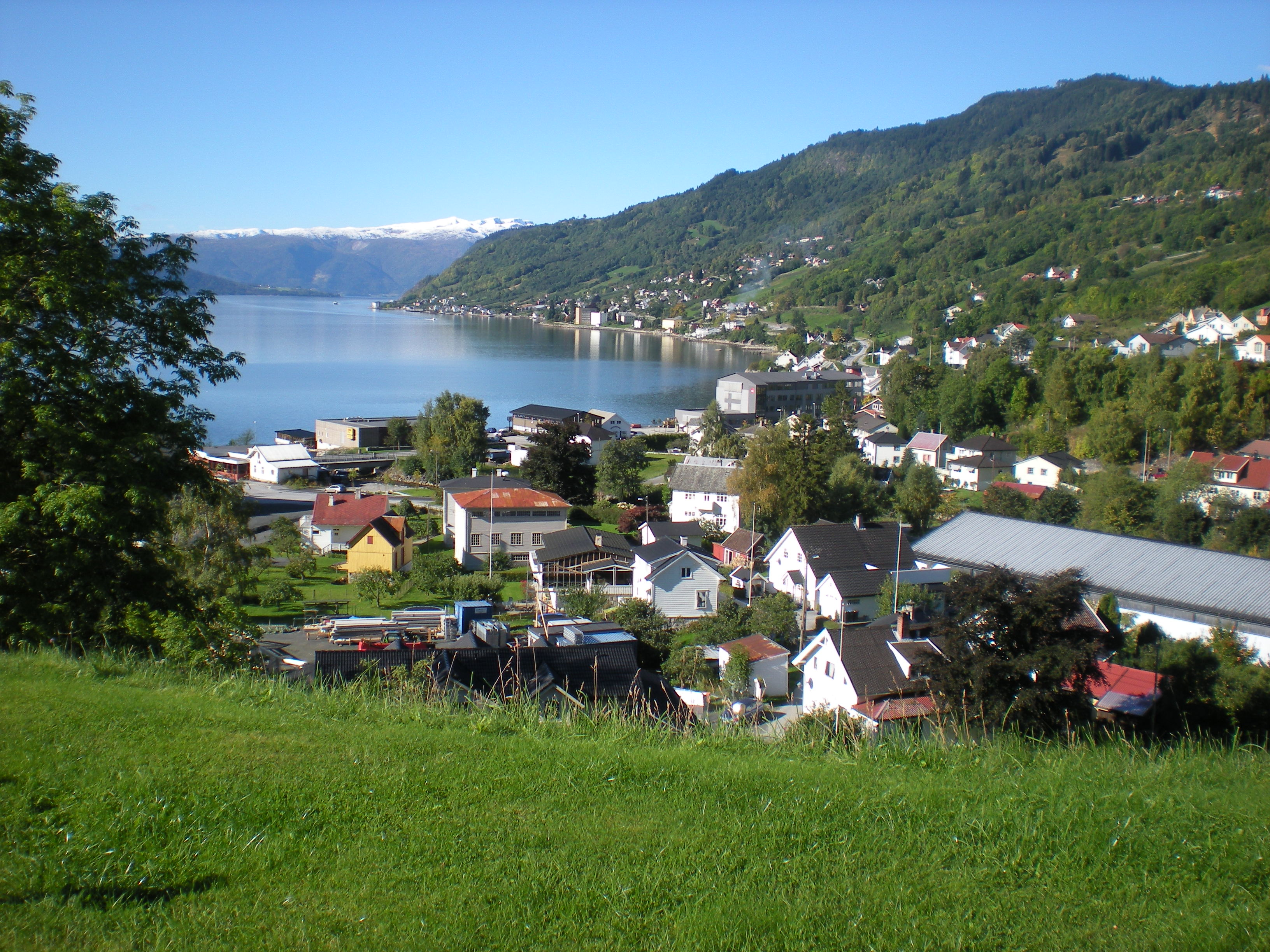
Vista de Systrond.

L'1 de gener de 1964, l'àrea d'Hella-Eitorn (població: 31) va ser traslladada de nou de Balestrand a Leikanger. A més, la zona de Tingstad (població: 5) va ser traslladada a la veïna municipalitat de Sogndal. Aquests canvis van deixar Leikanger amb 2.680 residents. L'1 de gener de 1992, les sub-parròquies de Leikanger es van estendre al sud del Sognefjorden, incloent Feios i Fresvik (població total: 572), que van ser transferides al municipi de Vik. Aquest moviment va deixar Leikanger amb una sola sub-parròquia: Leikanger.

### Nom

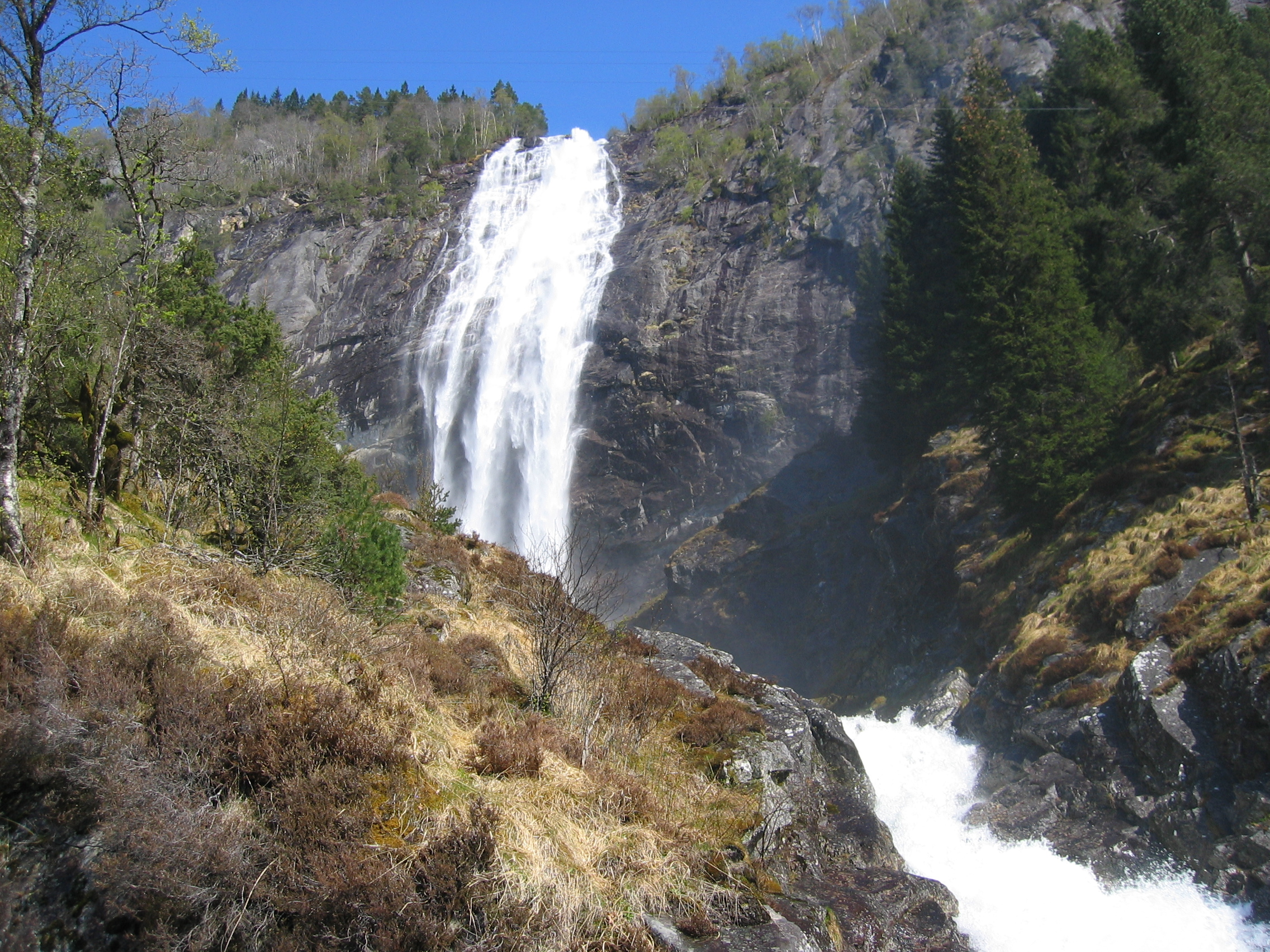
Vista de la Kvinnafossen a l'oest de Leikanger.

El municipi (originalment la parròquia) és el nom de l'antiga granja de Leikanger (en nòrdic antic: Leikvangir), ja que la primera església va ser construïda allà. El primer element és leikr que significa "esport" o "atletisme" i l'últim element és la forma plural de vangr que significa "prat". Abans de 1889, el nom va ser escrit Lekanger.

### Escut d'armes

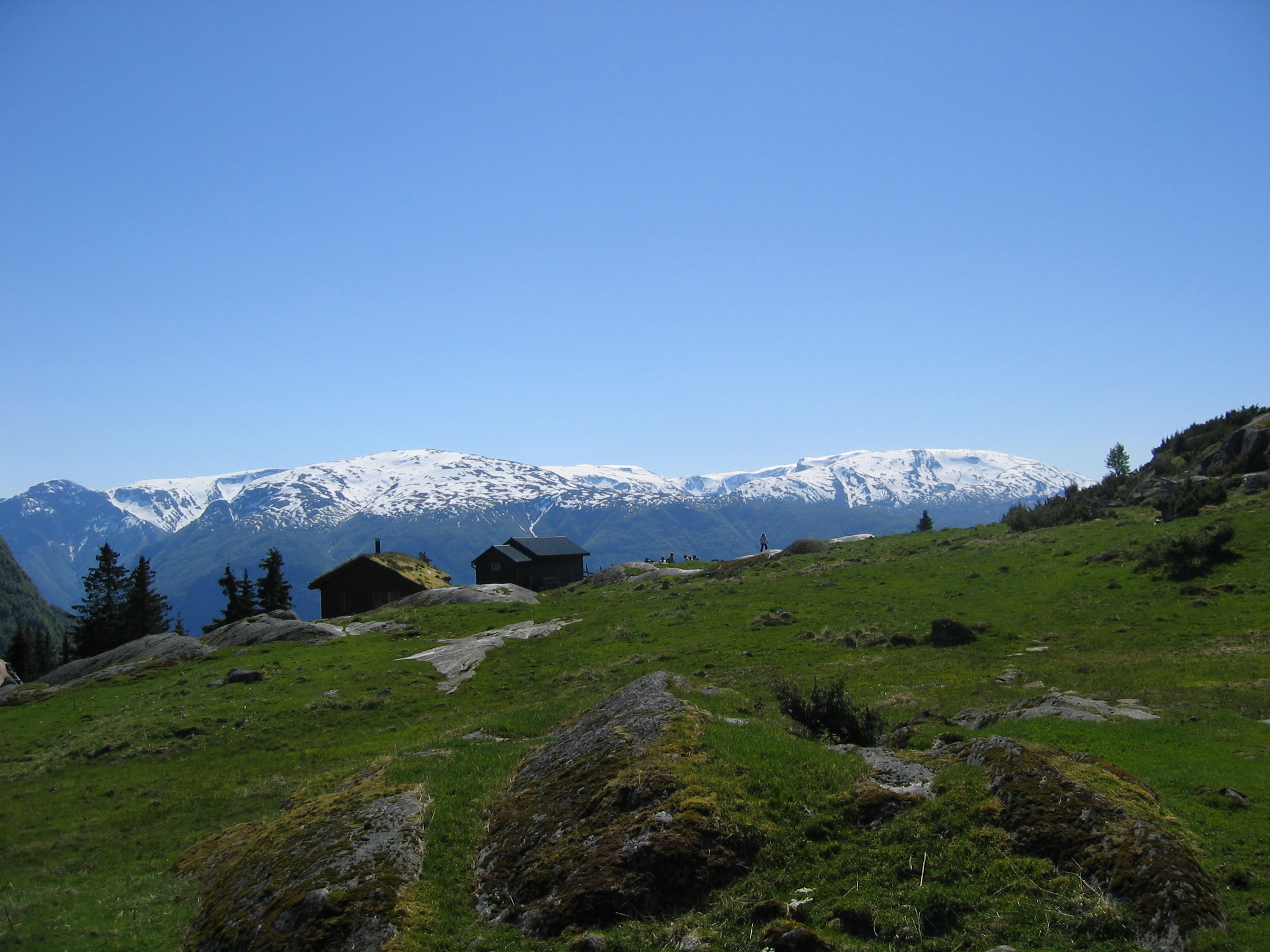
Una petita granja de muntanya.

L'escut d'armes va ser concedit el 5 de setembre de 1963. L'escut és de color verd, amb una branca de pomer de color groc al centre formada per dues pomes i tres fulles unides. La branca d'un arbre de poma és un símbol dels molts arbres fruiters que hi ha al municipi i, per tant, de l'economia local. Les tres fulles simbolitzen les tres parròquies que comprenien el municipi (l'escut va ser realitzat abans que dues de les tres parròquies fossin transferides a Vik el 1992).

### Esglésies
L'Església de Noruega té una parròquia (sokn) dins el municipi de Leikanger. És part del deganat d'Indre Sogn a la Diòcesi de Björgvin.
| Parròquia (Sokn) | Nom de l'església     | Localització | Any de construcció |
| ---------------- | --------------------- | ------------ | ------------------ |
| Leikanger        | Església de Leikanger | Hermansverk  | 1166               |

## Geografia
Leikanger es troba al costat nord del Sognefjorden i a l'est del Fjærlandsfjorden. Limita al nord i a l'est amb el municipi de Sogndal, a l'oest amb Balestrand, i al sud (a través del Sognefjorden) amb Vik.

## Agermanaments
Leikanger manté una relació d'agermanament amb la següent localitat:
- Ribe, Municipi d'Esbjerg, Dinamarca